# Gnaty-Lewiski
Gnaty-Lewiski – wieś w Polsce położona w województwie mazowieckim, w powiecie pułtuskim, w gminie Winnica. Ma status sołectwa.
| SIMC    | Nazwa        | Rodzaj    |
| ------- | ------------ | --------- |
| 1055121 | Gnaty-Zarazy | część wsi |

W latach 1975–1998 miejscowość administracyjnie należała do województwa ciechanowskiego.